# Viola wikipedia
Viola wikipedia é uma espécie de planta com flores do gênero Viola e foi nomeada em 2019, em homenagem à enciclopédia online Wikipédia, pelos botânicos John M. Watson e Ana R. (Anita) Flores.
Watson escreveu:
um [recurso] é particularmente notável, pois o consultamos constantemente para obter informações sobre uma ampla variedade de assuntos relacionados ao nosso trabalho - Wikipédia, como aqui citado, por exemplo. O melhor retorno simbólico em que podemos pensar é nomear uma planta de acordo, portanto, é um prazer registrar nossa gratidão pelo epíteto de substituição dessa espécie, como um substantivo em aposição.
A espécie é endêmica da região de Santiago do Chile. É conhecida apenas a partir de um espécime coletado em janeiro de 1855, que foi descrito por Rodolfo Amando Philippi em 1857 com o homônimo ilegítimo de Viola angustifolia.
É relacionado a V. acanthophylla, V. bustillosia e V. cheeseana, sendo este último recentemente descrito no mesmo artigo publicado por Watson. É diferenciado dessas outras espécies por ter "margem foliar rasa por muito tempo. Pedúnculo claramente mais curto que as folhas."
A "International Plant Names Index" considera o nome Viola wikipedia inválido, e um sinónimo de Viola angustifolia Phil., Linnaea 28: 617. 1857.